# 黄草庄站
黄草庄站位于青海省海晏县黄草庄，是青藏铁路的一座车站，距离西宁站108公里，于1963年启用，现由青藏铁路公司营运。车站现为五等站，承担货运业务。